# Francesco II Pico della Mirandola
Francesco II Pico della Mirandola (... - 1399) était un condottiere et noble italien, appartenant à la famille Pico, qui en 1354 récupéra les domaines familiaux de Mirandola et Concordia, tombés aux mains des Gonzague, et en fut seigneur jusqu'à sa mort (1399).

## Biographie
Il était le fils de Paolo Pico della Mirandola (?-1354) et d'Isabella Malaspina, fille du marquis Azzolino Malaspina.
Avec l'arrivée de l'Empereur Charles IV en Italie, Francesco a repris le dominion de Mirandola le 23 décembre 1354 : tout d'abord, une décision impériale a mis fin aux anciens litiges de juridiction sur les cours de Quarantoli et de San Possidonio et sur le château de Mirandola, qui n'étaient pas inclus dans le territoire de Reggio d'Emilie, mais immédiatement soumis au Saint-Empire romain ; de plus, l'Empereur Charles V a renouvelé à Francesco et à ses cousins l'investiture déjà accordée à leurs ancêtres par le précédent empereur Henri VII. Les Gonzague qui détenaient la possession de Mirandola depuis 1322 à la suite du siège du duc Passerino, ont dû rendre la ville à la famille Pico.
En 1355, au déclenchement de la guerre entre les Estensi et les Visconti, Francesco s'est ouvertement rangé du côté de ces derniers après le siège de Mirandola par Bernabò Visconti. En 1358, lorsque la paix fut conclue, Francesco Pico a rendu aux Estensi les châteaux occupés de Marano et Campiglio (Vignola), puis est allé à Modène pour rendre hommage au marquis Aldovrandino d'Este. En 1362, la guerre a repris, au cours de laquelle Francesco Pico a renouvelé son alliance avec les Visconti ; par conséquent, la Ligue a décidé qu'en cas de victoire, Mirandola serait rendue aux Gonzague.
En 1363, Francesco Pico a été contraint de se rendre aux Mantouans, rejoignant la Ligue guelfe et acceptant une garnison de celle-ci : pour cette raison, Bernabò Visconti a dû accepter la paix conclue en 1364. En 1370, la guerre a de nouveau éclaté, mais Francesco est resté loyal à la Ligue guelfe, tandis que ses cousins ont pris parti pour les Visconti et ont fini par s'éloigner de Mirandola, jusqu'à être progressivement exclus de son domaine : en 1390, ils ont revendiqué des droits, mais n'ont obtenu qu'une pension viagère : un conseil de 13 juges s'est réuni dans l'église de San Francesco pour régler le différend sur le domaine de Mirandola qui avait surgi entre les quatre frères Spinetta, Francesco II, Prendiparte et Tommasino (fils de Paolo Pico) contre leurs cousins Giovanni et Prendiparte (fils de Niccolò Pico della Mirandola).